# Котёл (приток Оскола)
Котёл (устар. Котла, устар. Котель, устар. Плота) — река в России, протекает по Белгородской области. Устье реки находится в 373 км по левому берегу реки Оскол. Длина реки составляет 31 км, площадь водосборного бассейна 574 км².
Исток реки находится юго-восточнее села Мокрец. Течёт на юг, у села Городище сливается с левым притоком и поворачивает на восток. Устье реки Котёл находится в 800 метрах от хутора Аксёновка села Сорокино, в 373 км по левому берегу реки Оскол.
Населённые пункты на реке: Дмитриевка, Чужиково, Терновое, Солдатское, Городище, Обуховка, Игнатовка.
Имеет левый приток — реку Котла.

## Легенда
Сохранилась легенда об артезианском фонтане на реке. Три века назад в месте, где в реку Котёл впадает небольшая речка, текущая через посёлок Малый Присынок, однажды из земли вырвался огромный фонтан. Его диаметр составлял 18 саженей. Все земли близлежащих сёл и деревень были залиты водой. Оказалось, что под поймой реки Котёл расположен подземный водоём шириной 1200 метров. Попытки крестьян перекрыть фонтан не увенчались успехом. Тогда мужики напилили дубов в лесу, зная, что со временем дуб в воде только твердеет. Каждое бревно они обмотали зипунами, а затем опустили в неиссякаемую воронку — бурлящий котёл. Постепенно это место затянулось илом и заросло травой.

## Данные водного реестра
По данным государственного водного реестра России относится к Донскому бассейновому округу, водохозяйственный участок реки — Оскол ниже Старооскольского гидроузла до границы РФ с Украиной, речной подбассейн реки — Северский Донец (российская часть бассейна). Речной бассейн реки — Дон (российская часть бассейна).
Код объекта в государственном водном реестре — 05010400312107000011837.